# میون (همپشایر)
مئون (به انگلیسی: Meon) نام یک دهکده در جنوب همپشایر در انگلستان است.